# Paride da Ceresara

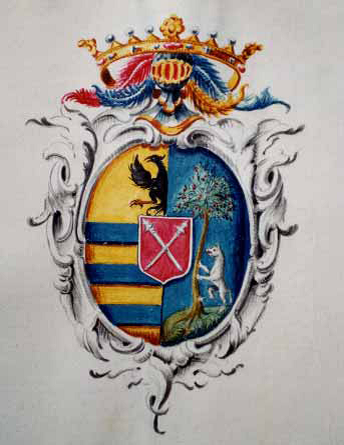
Stemma della famiglia Ceresara

Paride da Ceresara (Ceresara, 10 febbraio 1466 – Mantova, 1532) è stato un umanista, poeta e astrologo italiano.

## Biografia
Discendente della nobile famiglia Ceresara, fu al servizio di Isabella d'Este a Mantova e l'ideatore dei temi mitologici, allegorici e celebrativi di almeno due dei dipinti del suo celebre studiolo e forse dell'intero ciclo. Paride raccolse e tradusse opere classiche, tra cui l'Aulularia di Plauto e si avventurò anche negli studi ebraici. 
Per le sue doti di chiromante venne ospitato alla corte di Aloisio Gonzaga a Castel Goffredo.
Fu autore di sonetti erotici, firmati con lo pseudonimo di Patrizio Tricasso (o Patrizio Tricasso da Ceresara).

## Opere
- Expositione del Tricasso Mantovano sopra il Cocle, Venezia, per Vettor q. Piero Ravano, 1535
- Epitoma Chyromantico di Patritio Tricasso da Ceresari mantovano, Venezia, per Agostino de Bindoni, 1538
- Rime, a cura di A. Comboni, Olschki, Firenze 2004

## Celebrazioni
Il poeta Matteo Bandello ha dedicato a Paride la Novella XVII della Prima parte (1554).

## Arma
D'azzurro ad un albero di verde, sinistrato da un cane bracco rampante d'argento, collarinato d'oro e linguato di rosso, il tutto sostenuto da una terrazza di verde.